# 포천 석조여래입상
포천 석조여래입상(抱川 石造如來立像)은 대한민국 경기도 포천시 자작동에 있는 고려시대의 석조여래입상이다. 1995년 8월 7일 경기도의 유형문화재 제155호로 지정되었다.

## 개요
포천석조여래입상은 왕방산 해룡사의 서북향 50m지점에 있다. 기단 위에 배 모양의 주형거신광배(舟形巨身光背)와 신체를 큰 바위 하나에 조각하였다. 크기는 전체 높이가 2.63m, 광배 너비와 두께는 각각 1.2m와 11cm다. 불상 높이는 2.3m, 머리높이 64cm 어깨 너비 79cm, 가슴너비 28cm다.
머리 위에는 혹처럼 생긴 큼직한 육계(肉髻)가 있는데 육계는 부처의 지혜를 상징한다. 얼굴은 역삼각형이다. 이마에는 미간 사이에 백호를 새겨놓았다. 백호는 부처의 흰 머리터럭으로 백호에서 나오는 광명이 온 세상을 두루 비춘다고 한다. 깊게 패인 눈썹부터 내려오는 코는 얼굴에 비해 큰 편이다. 전체적으로 볼 때 양 뺨의 살이 빠져 광대뼈가 나오고 주걱턱의 형상이다. 귓불은 길게 늘어져 양 어깨에 닿을 듯하며 목에는 삼도가 있다.
법의는 통견으로 배의 하단에 U장형의 유문이 유려하게 흐르고, 양 소매에서 내려온 의문은 좌우 대칭을 이루고 있다. 배를 약간 내밀고 있으며, 왼손은 펴고 오른손은 들어 어깨에 대고 있는데, 특히 얼굴 모습과 배를 내민 형태에서 통일신라시대 불상의 양식을 계승하였다는 것을 알 수 있다. 또한 전체적으로 볼 때, 얼굴에 살이 빠져 있고 양 손의 길이를 다르게 표현하는 등 의문의 처리가 소략한 점으로 보아 고려시대 중기에 조성한 것으로 추정된다.

## 참고 문헌
- 포천석조여래입상 - 국가유산청 국가유산포털